# 木下廣信
木下 廣信（きのした ひろのぶ、弘化元年1月14日〈1844年3月2日〉 ‐ 没年不明）とは、明治時代の画家。

## 来歴
明治17年（1884年）刊の『第二回内国絵画共進会　出品人略譜』などによれば鈴木広貞の門人、のち幸野楳嶺を師とする。木下源太郎という人物の息子で日峯と号し、京都府下京区西之町に住む。元治元年（1864年）から広貞に絵を学ぶという。龍池会に所属し、明治15年と明治17年の内国絵画共進会に出品し、いずれも褒状を得、また明治17年の第二回巴里府日本美術縦覧会にも絵を出品している。明治27年（1894年）の『新撰年中重宝記』には、「現存各派画家」に大阪の画家として「木下日峰」の名があり、この頃まで存命していたと知られるが没年は不明である。

## 作品
- 「錦画新聞　第二号」　※明治14年4月
- 「錦画新聞　第四号」　※同上
- 「錦画新聞　第五号」　※同上
- 「錦画新聞　第六号」　※同上
- 「錦画新聞　第七号」　※同上
- 「錦画新聞　第八号」　※同上
- 「錦画新聞　第九号」　※明治14年5月